# Katakura Kagetsuna
Katakura Kagetsuna (片倉 景綱 (Phiến Thương Cảnh Cương) Katakura Kagetsuna, 1557 - 4 tháng 12 năm 1615) là một võ sĩ của Nhật Bản sau thời kỳ Sengoku và thời kỳ Azuchi-Momoyama. Ông có danh hiệu là Bicchū no Kami (備中守 (Bị Trung Thủ)) và còn được biết với cái tên Katakura Kojūrō (片倉小十郎 (Phiến Thương Tiểu Thập Lang)). Ông là một trong "Ba người hầu cận vĩ đại của gia tộc Date" cùng với 2 người khác là Oniniwa Tsunamoto và Date Shigezane. Kagetsuna sinh ra ở Yonezawa và là con trai của Katakura Kagenaga. Ông được mọi người biết đến nhiều là một vị lãnh tụ dưới quyền Date Masamune. Người ông phục vụ đầu tiên là Date Terumune, bố của Masamune, trong vai trò là người có ủy quyền trong hàng ngũ lính hỏa mai trong đội quân của Masamune. Dưới sự tiến cử của Endō Motonobu, ông được Masamune trọng dụng và sau đó được thăng lên làm quân sư cho Masamune. Ông chiếm được lòng tin cậy của Masamune nhờ sự dũng cảm vì chúa quên mình trong trận đầu tiên của Date Masamune. Trong trận đánh đó, Date Masamune bị bao vậy bởi quân địch, Katakura Kagetsuna chạy đến và hô lớn "Ta chính là Masamune đây!" (われこそが政宗なり Ware koso ga Masamune nari) đánh lừa quân địch, tạo cơ hội cho Masamune có thời gian chạy thoát.
Katakura Kagetsuna tham gia rất nhiều trận đánh cùng Masamune, bao gồm Trận Hitodoribashi năm 1595, Trận Kōriyama năm 1588, đóng vai trò quan trọng trong việc lật đổ gia tộc Ashina trong trận Suriage ga Hara năm 1589, Chiến dịch Odawara năm 1590, Chiến tranh Nhật Bản-Triều Tiên (1592 - 1598) và trận Sekigahara. Năm 1590, ông khuyên Date Masamune nên phục tùng cho Toyotomi Hideyoshi trong Chiến dịch Odawara để đổi lấy sự tồn tại cho gia tộc Date. Hideyoshi đã trọng thưởng cho Kagetsuna 50.000 koku trong tỉnh Tamura. Điều này sẽ làm cho ông trở thành một vị daimyo riêng của vùng đất đó; tuy nhiên, ông đã từ chối và phục vụ tận tâm cho vị chúa của mình.
Năm 1602, Masamune trở thành người làm chủ vùng Sendai và cho Kagetsuna Thành Shiroishi cùng với 16.000 koku. Gia tộc Katakura đã trở thành gia tộc có tiếng tại vùng Sendai, Shiroishi thành nơi ngự trị của gia tộc này trong hai thế kỷ, trải qua 11 đời dòng họ Katakura.
Năm 1614, Katakura Kagetsuna đổ bệnh nên không tham gia Chiến dịch mùa đông ở Osaka với Date Masamune được. Ông cử người con của mình là Katakura Shigenaga thay thế mình. Ông mất vào năm 1615, có cái tên sau khi mất là Sanzan Jōei (傑山常英 (Kiệt San Thường Anh)), sáu người hầu cận của ông đồng loạt tự sát để thực hiện nghi thức tuẫn tử (殉死; sáu người tự sát theo vị chúa của họ).